# Nida andamanica
Nida andamanica är en skalbaggsart som beskrevs av Charles Joseph Gahan 1906. Nida andamanica ingår i släktet Nida och familjen långhorningar. Inga underarter finns listade i Catalogue of Life.